# Брикет

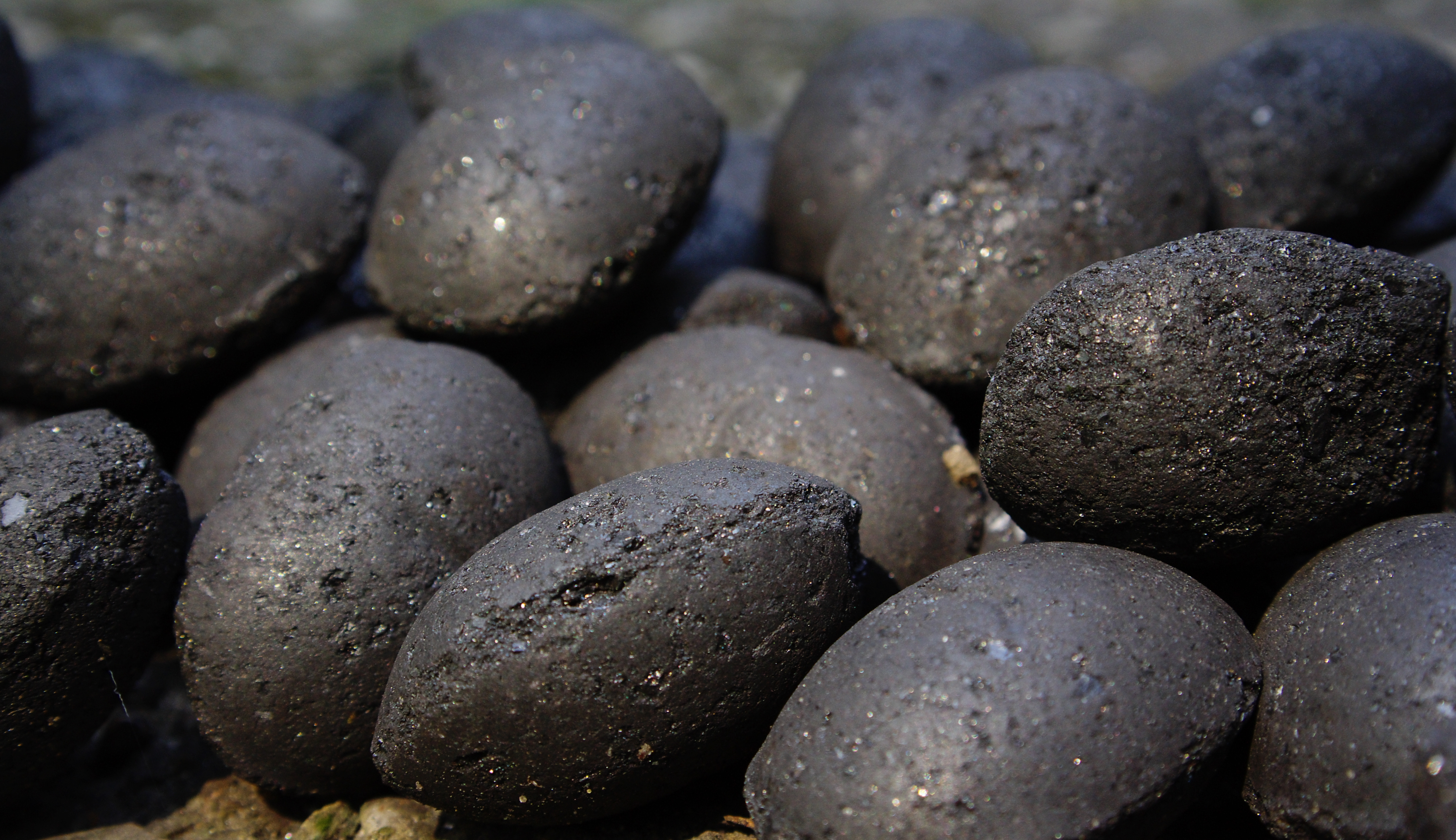
Вугільні брикети

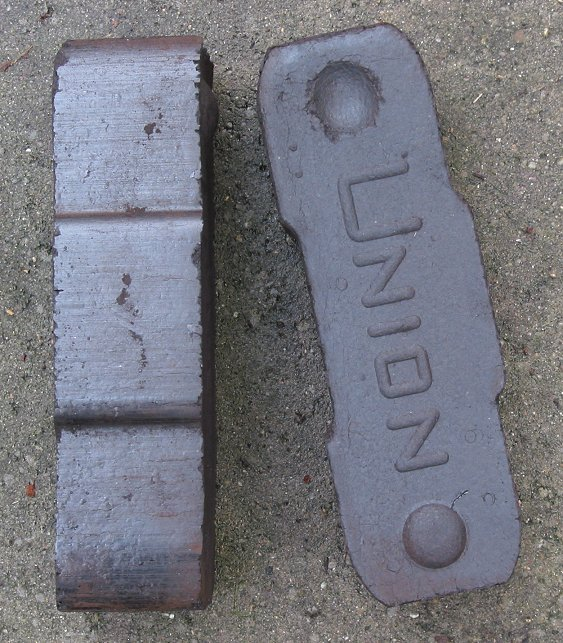
Буровугільні брикети

Брике́т (від фр. briquette — «цеглинка»; рос. брикет, англ. briquette, нім. Brikett) — спресований з якогось матеріалу шматок у вигляді цеглини, грудки або плитки. Вугільний брикет — зручний вид палива. Переваги брикету над сипким вугіллям — поліпшення умов зберігання, транспортування та використання. За призначенням вугільні брикети бувають побутові і промислові. Останні використовують як сировину для коксування (вугілля кам'яне та вугілля буре) та напівкоксування (вугілля буре). Крім того, кам'яновугільні брикети використовуються для одержання різних видів електродів. Перша в Україні брикетна фабрика споруджена в 1870 р. в Одесі, яка випускала антрацитові брикети для кораблів торгового флоту.

## Випробування готових брикетів
Випробування готових брикетів на механічну міцність роблять по опору стиску, вигину, стиранню та ударному навантаженню (скиданню).
- Механічна міцність брикетів на стиск визначається за допомогою лабораторного гідравлічного преса. Для проведення випробувань відбирають сім зовні цілих брикетів і по черзі піддають роздавлюванню в пресі. За результатами випробувань визначають механічну міцність (Па) брикетів.
- Механічна міцність брикетів на вигин визначається на апараті, що працює за принципом ваг.
- Механічна міцність брикетів на стирання визначається за допомогою обертового барабана. Діаметр барабана 500 мм, частота обертання 25 хв−1. Одночасно в барабан завантажується 10 кг брикетів. Після 100 обертів барабан зупиняється. Матеріал розсіюється на ситі з отвором 25 мм. Механічну міцність на стирання розраховують виходячи з втрати маси брикетами під час стирання їх у барабані.
- Механічна міцність брикетів на ударний вплив (скидання) оцінюється при скиданні на чавунну плиту 4 кг брикетів з висоти 1,5 м. Після скидання брикети розсіюють на ситі з отвором 25 мм. Механічну міцність брикетів на скидання розраховують за кількістю утвореного дріб'язку.

Крім того, брикети випробовують на розмокання, повноту спалювання.